# Barbarella
Barbarella é uma série de história em quadrinhos para adultos, criada em 1962 pelo ilustrador e escritor francês Jean-Claude Forest.
Levada às telas de cinema pelo director Roger Vadim em 1968, Barbarella virou um filme cult extremamente popular e transformou a atriz norte-americana Jane Fonda, que a interpretou, no símbolo sexual da época.
Diversas heroínas eróticas surgiram na França após o lançamento de Barbarella, contribuindo assim com a revolução sexual/cultural dos anos 60, tais como Jodelle (1966) e Pravda (1968) de Guy Peellaert, Vampirella (1969) de Forrest J Ackerman, Valentina (1965) de Guido Crepax, Modesty Blaise (1963) de Peter O'Donnell, Phoebe Zeit-Geist (1965) de Michael O'Donoghue, e Saga de Xam (1967) de Jean Rollin.
A epidemia de Aids nos anos 80 veio à transformar "Le Miroir aux tempêtes" no último volume da série Barbarella. Com a morte de seu criador em 1998, a série foi oficialmente finalizada.

## História
A personagem Barbarella é uma aventureira espacial do século XL, com tendências ninfomaníacas que usa o corpo e a sexualidade para conquistar e derrotar os seus oponentes.
Barbarella escandalizou a França quando de seu lançamento em livro ilustrado e chegou a ser proibida. Aos poucos, entretanto, conquistou o país e a partir daí espalhou-se pela Europa e pelo mundo, tornando-se uma espécie de ícone do movimento feminista dos anos 1960, um James Bond futurista de saias. Com o sucesso total, foi rapidamente traduzida em mais de 12 línguas em todo o mundo.
Ela é uma menina curiosa, não convencional e com paixão por novas experiências. No ano 40.000 D.C., primeiramente no planeta Lythion, enfrenta criminosos galácticos e monstros assustadores para libertar um povo oprimido pela ditadura. Em sua segunda aventura, Barbarella investiga um mundo onde o tempo não passa e, no terceiro e quarto capítulo, ela se casa e tem um filho.
Linda, com longos cabelos loiros e lábios carnudos, vestida com muito sucinta, e muitas vezes completamente nua, Barbarella usa seu corpo como uma arma mortal provocativa, entregando-se não só à homens , mas à robôs e monstros gelationosos.

## Álbuns

### No Brasil
Barbarella teve seu primeiro álbum, Barbarella , publicado no Brasil em 1969 pela Linográfica Editora e traduzida por Jô Soares. O livro continha na capa o cartaz do filme Barbarella, de 1968, sendo considerado por muitos colecionadores de quadrinhos uma relíquia. Em 2015, foi publicado pelo selo Jupati Books da Marsupial Editora, com tradução de Pedro Bouça e prefácio do jornalista Gonçalo Júnior.